# Janez Zupanc
Janez Zupanc, slovenski veslač, * 8. december 1986, Bresternica.
Zupanc je Slovenijo zastopal na Poletnih olimpijskih igrah 2008 v Pekingu, veslal pa je v dvojnem četvercu, ki je osvojil 13. mesto.
Leta 2004 je zmagal v dvojnem četvercu na mladinskem svetovnem prvenstvu na jezeru Banyoles (Španija).